# Куттер, Жозеф
Жозеф Жан Фердинанд Куттер (нем. Joseph Jean Ferdinand Kutter; 12 декабря 1894[…], Люксембург — 2 января 1941, Люксембург) — выдающийся живописец Люксембурга. Разработал свой собственный экспрессионистский стиль.

## Биография
Жозеф Куттер родился 12 декабря 1894 года в городе Люксембург, где его отец, Пауль Куттер, работал фотографом. Мечтая стать художником, Жозеф учился в художественной школе Эколь д''Artisans в Люксембурге, а затем в школах декоративного искусства в Страсбурге и Мюнхене. С 1917 по 1918 год учился в Мюнхенской Академии, куда он уехал для изучения живописи по рекомендации Вильгельма Лейбля.

## Творчество
С 1919 года, будучи под сильным влиянием Сезанна, Жозеф Куттер выставлял свои картины на выставках в Мюнхене. Несмотря на то, что Куттер в 1924 году вернулся в Люксембург, он продолжал выставляться в Мюнхене до 1932 года, так как его работы в родном городе подвергались негативной критике. С 1925 года он стал интересоваться художественным стилем — Фламандским экспрессионизмом, который процветал в Бельгии и Франции. Воодушевленный Андре де Риддером, бельгийским искусствоведом, решительным сторонником экспрессионизма, Куттер в 1926 году участвовал в осеннем выставочном салоне в Париже. В том же году он стал одним из основателей движения авангардизма в Люксембурге, принимал участие в выставках движения в 1927 году.
Жозеф Куттер продолжал регулярно выставляться на выставках в Париже. Его работы стали широко известными во Франции и Бельгии и в гораздо меньшей степени в Германии. В 1933 году он перестал выставляться в Германии, после того как Гитлер встал там у власти. В 1936 году Куттер получил заказ написать две большие картины «Люксембург» и «Клерво» для французской Международной выставки. Во время работы над картинами, его начала мучить болезнь, которую врачи не смогли диагностировать.

Умер Куттер 2 января 1941 года в городе Люксембург.

## Стиль
В картинах Куттера предметы часто стоят на переднем плане, как будто их фотографируют. Его портреты нарисованы большим мазками, фигуры на картинах часто имеют большие носы, что часто привлекает внимание зрителей.
С 1918 года в картинах Куттера стали преобладать мотивы экспрессионизма, особенно в его пейзажах и картинах с изображением цветов. В картинах стали преобладать сочные цвета, линии стали выпуклыми. Его работы оказали влияние, прежде всего, на художников Франции и Бельгии. Центром внимания на его картинах была человеческая фигура. Он часто представлял своих описуемых, как грустных, отчаявшихся клоунов.
В 1937 году Куттер получил заказ написать две большие картины Люксембурга и города Клерво для павильона Люксембурга на Всемирной выставке 1937 года в Экспрессионистском стиле. В его нарисованной картине «Люксембург» был показан вид города с многоярусными террасами домов, подчеркнуты кубические облики зданий. Суровый вид городу придают оборонительные стены, показана прочность городских укреплений.

## Избранные работы
- «Чемпион» (1932), Национальный музей истории и искусства, Люксембург. Люксембургский велогонщик Николя Франц (1899—1985).
- «Деревянный конь» (1937), Национальный музей истории и искусства, Люксембург.[9]
- «Люксембург» (1936-37), Национальный музей истории и искусства, Люксембург.[13]
- «Клерво» (1936-37), Национальный музей истории и искусства, Люксембург.

## Галерея

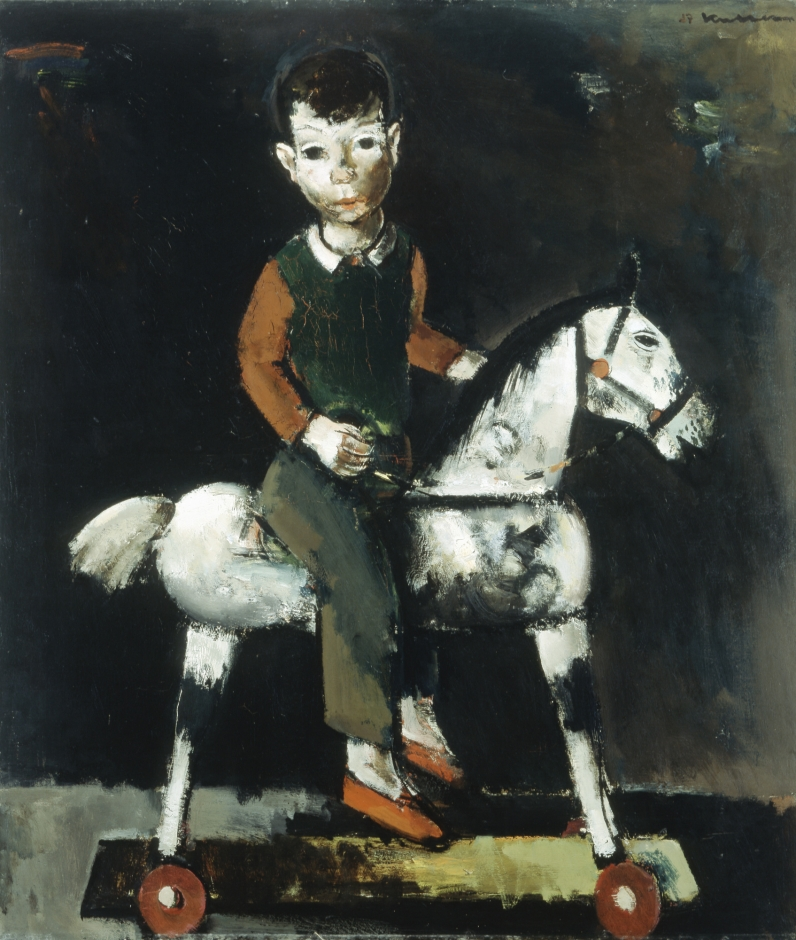
Шеваль де Буа (1937)
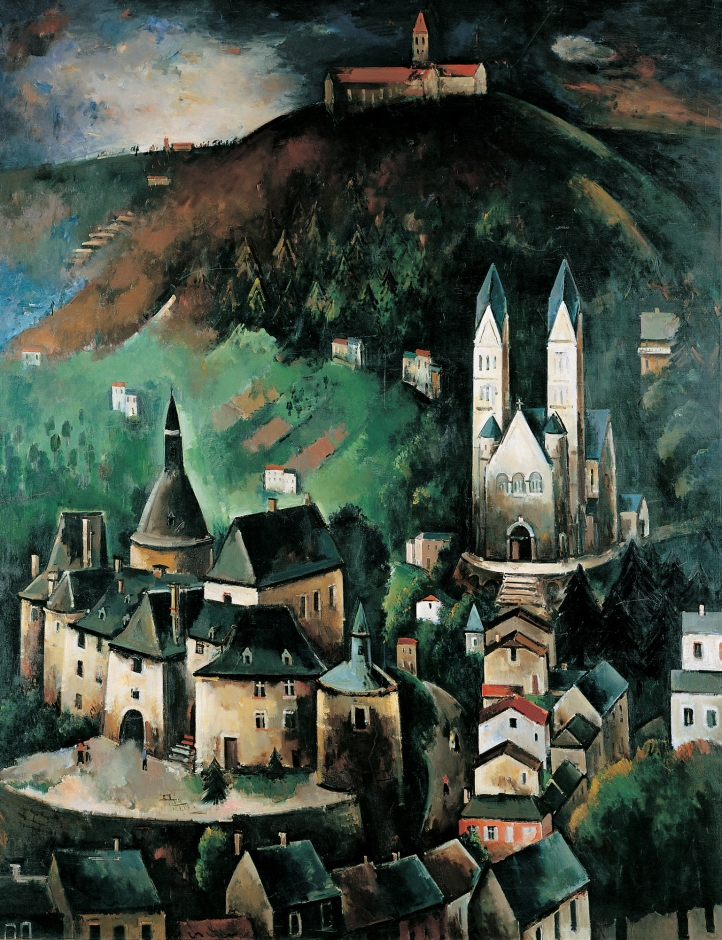
Клерво (1937)
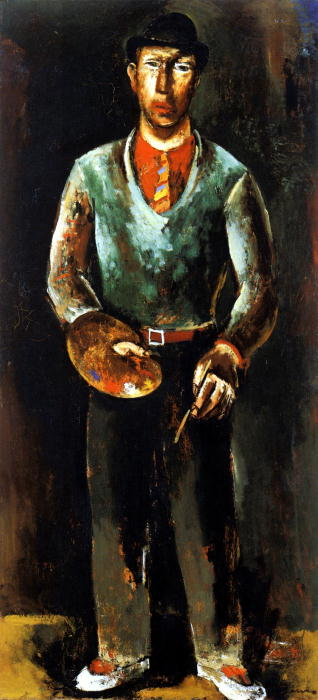
Автопортрет (ок. 1936)
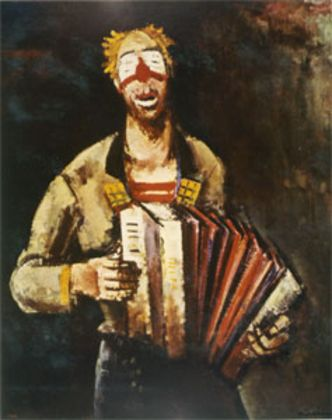
Клоун аккордеонист (1936)
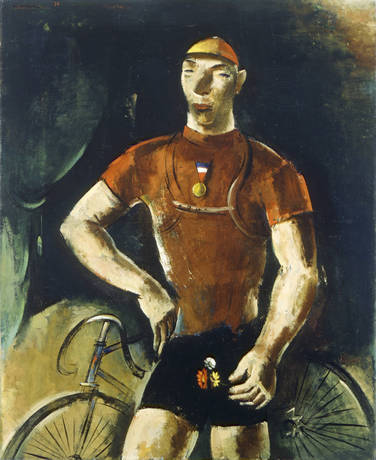
Чемпион (1932)
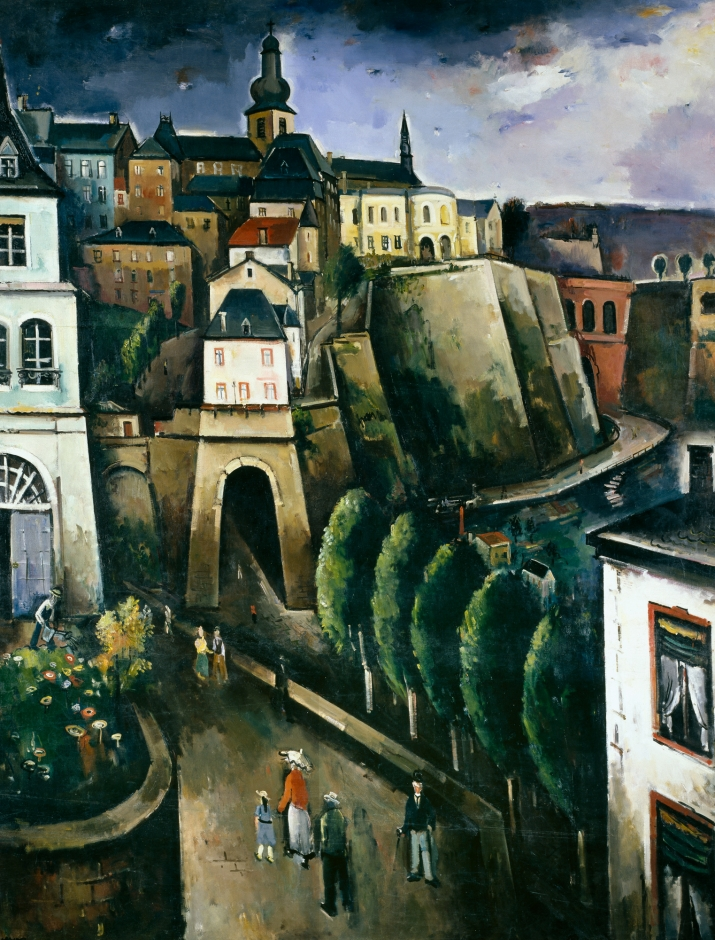
Люксембург (1932)